# Eriksbergsteatern

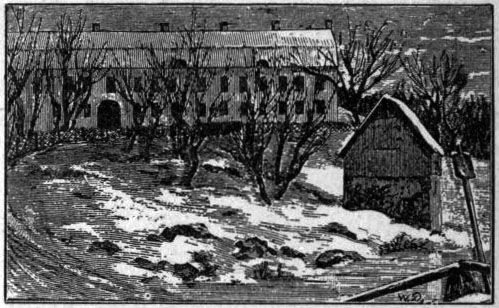
248-Eriksbergsteatern-Svenska teatern 1

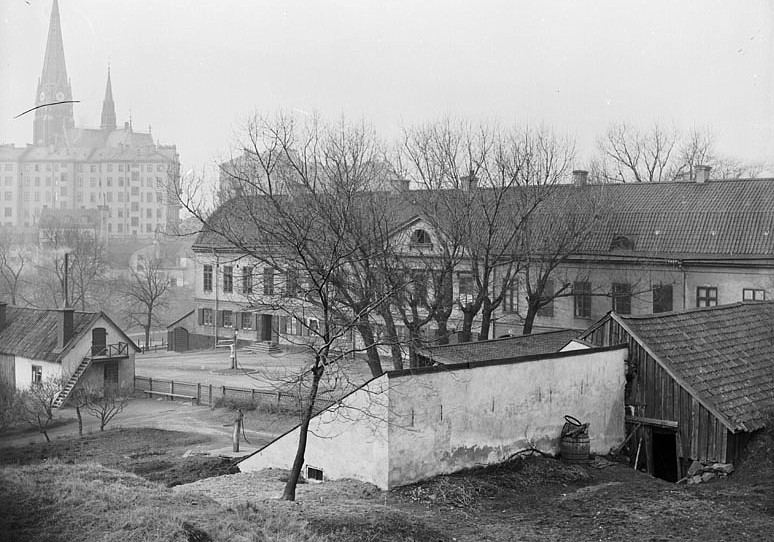
Timmermanordens gamla stamhus, om- och tillbyggt på 1800-talet

Eriksbergsteatern var en teater i Stockholm, aktiv mellan 1780 och 1784. Den var belägen i ett före detta värdshuset Eriksberg i Stockholm. . Den var lokal för Stenborgs Sällskap, efter att detta hade flyttat från Humlegårdsteatern 1780 fram till att det flyttade till Munkbroteatern 1784. Det var under sin tid den enda dramatiska teatern på svenska språket i Stockholm, då Dramaten inte grundades förrän 1788. 

## Historia
Då Carl Stenborg, som var anställd vid Operan, år 1780 övertog truppen efter Petter Stenborg kunde han inte turnera på landsbygden utan måste göra truppen bofast i Stockholm, och han letade därför reda på en riktig lokal åt den.   Huset, ett tvåvåningshus av sten, hette Eriksberg, var byggt 1669 och hade använts som värdshus.    Scenen var belägen på kortsidan av en lång, smal och låg sal på andra våningen med plats för ca 200 personer.   En särskild trappa byggdes till från utsidan rätt upp i premiärlogen, då inomhustrappan var trång och obekväm. Huset låg dessutom vid utsidan av staden, i ett område som kallades Träsket efter den tidigare insjön på platsen, utan riktiga gator, och med en lång väg att ta från alla som inte hade råd att hyra vagn.  
Det var en framgångsrik teater, men byggnaden och dess placering var mycket obekväm och bytet till Munkbroteatern var därför en stor förbättring. Det köptes av Timmermansorden, som ännu 1893 hölls sina möten i den äldre byggnaden. Ett nytt ordenshus uppfördes på platsen i början av 1900-talet.